# Cap de Formentor
Cap de Formentor är en udde och den nordligaste punkten på ön Mallorca i ögruppen Balearerna i Spanien. 
År 1863 byggdes Formentor fyr på udden.